# ایمیوگو
ایمیوگو شهری در شهرستان سابسه در استان بام در بورکینافاسوی شمالی است و جمعیت آن ۱۰۹۷ نفر است.